# 357116 Attivissimo
357116 Attivissimo è un asteroide della fascia principale. Scoperto nel 2001, presenta un'orbita caratterizzata da un semiasse maggiore pari a 2,9669159 UA e da un'eccentricità di 0,2384410, inclinata di 6,78538° rispetto all'eclittica.
L'asteroide è dedicato al giornalista italiano Paolo Attivissimo.